# Saltos ornamentais nos Jogos Pan-Americanos de 2015 - Trampolim de 3 m individual feminino
A competição do trampolim de 3 m individual feminino é um dos eventos dos saltos ornamentais nos Jogos Pan-Americanos de 2015, em Toronto. Foi disputada no  Centro Aquático CIBC Pan e Parapan-Americano nos dias 12 de julho. 

## Calendário
Horário local (UTC-5).
| Data        | Horário | Fase         |
| ----------- | ------- | ------------ |
| 12 de julho | 10:00   | Preliminares |
| 12 de julho | 18:00   | Finais       |

## Medalhistas
| Ouro   | CAN Jennifer Abel     |
| Prata  | CAN Pamela Ware       |
| Bronze | MEX Dolores Hernandez |

## Resultados

### Preliminares
Os doze saltadoras mais bem colocadas nas preliminares avançaram para as finais da competição.
| Pos. | Saltador               | Nacionalidade      | Pontos  | Pontos | Pontos         | Pontos | Pontos         | Pontos | Pontos         | Pontos | Pontos  | Pontos          |
| Pos. | Saltador               | Nacionalidade      | Salto 1 | Pos.   | Salto 2        | Pos.   | Salto 3        | Pos    | Salto 4        | Pos.   | Salto 5 | Pontuação total |
| ---- | ---------------------- | ------------------ | ------- | ------ | -------------- | ------ | -------------- | ------ | -------------- | ------ | ------- | --------------- |
| 1    | Jennifer Abel          | CAN Canadá         | 66.00   | 1      | 141.95 (75.95) | 1      | 218.45 (76.50) | 1      | 276.95 (58.50) | 1      | 76.50   | 353.45          |
| 2    | Maren Taylor           | USA Estados Unidos | 63.00   | 3      | 127.40 (64.40) | 3      | 191.90 (64.50) | 2      | 248.90 (57.00) | 2      | 67.50   | 316.40          |
| 3    | Pamela Ware            | CAN Canadá         | 61.50   | 4      | 132.80 (71.30) | 2      | 174.80 (42.00) | 3      | 239.30 (64.50) | 4      | 69.70   | 309.00          |
| 4    | Dolores Hernandez      | MEX México         | 61.50   | 4      | 120.40 (58.90) | 4      | 174.40 (54.00) | 4      | 241.90 (67.50) | 3      | 66.00   | 307.90          |
| 5    | Juliana Veloso         | BRA Brasil         | 64.50   | 2      | 120.00 (55.50) | 5      | 174.00 (54.00) | 5      | 237.00 (63.00) | 5      | 55.80   | 292.80          |
| 6    | Deidre Freeman         | USA Estados Unidos | 60.00   | 6      | 115.50 (55.50) | 6      | 171.00 (55.50) | 6      | 226.80 (55.80) | 6      | 58.50   | 285.30          |
| 7    | Arantxa Chávez         | MEX México         | 54.00   | 7      | 94.50 (40.50)  | 9      | 145.50 (51.00) | 9      | 213.70 (68.20) | 8      | 67.50   | 281.20          |
| 8    | Luisa Jimenez Aragunde | PUR Porto Rico     | 49.95   | 11     | 104.55 (54.60) | 7      | 167.55 (63.00) | 7      | 217.05 (49.50) | 7      | 45.00   | 262.05          |
| 9    | Jeniffer Fernandez     | PUR Porto Rico     | 51.60   | 8      | 92.20 (40.60)  | 10     | 146.20 (54.00) | 8      | 209.20 (63.00) | 9      | 47.60   | 256.80          |
| 10   | Diana Pineda           | COL Colômbia       | 50.40   | 9      | 90.90 (40.50)  | 11     | 138.90 (48.00) | 10     | 201.25 (62.35) | 10     | 54.00   | 255.25          |
| 11   | Tammy Galera           | BRA Brasil         | 35.00   | 15     | 86.80 (51.80)  | 12     | 128.80 (42.00) | 11     | 181.50 (52.70) | 11     | 51.30   | 232.80          |
| 12   | Wendy Esquivel         | CHI Chile          | 39.15   | 14     | 75.15 (36.00)  | 15     | 117.15 (42.00) | 14     | 168.95 (51.80) | 12     | 43.20   | 212.15          |
| 13   | Manuela Rios           | COL Colômbia       | 43.20   | 12     | 83.70 (40.50)  | 13     | 124.20 (40.50) | 13     | 161.70 (37.50) | 13     | 33.75   | 195.45          |
| 14   | María Betancourt       | VEN Venezuela      | 50.40   | 9      | 100.35 (49.95) | 8      | 127.35 (27.00) | 12     | 148.35 (21.00) | 15     | 42.00   | 190.35          |
| 15   | Paula Sotomayor        | CHI Chile          | 41.85   | 13     | 79.65 (37.80)  | 14     | 109.05 (29.40) | 15     | 152.45 (43.40) | 14     | 27.00   | 179.45          |

### Finais
As pontuações conquistadas na fase preliminar não foram somadas à pontuação final da competição.
| Pos.              | Saltador               | Nacionalidade      | Pontos  | Pontos | Pontos         | Pontos | Pontos         | Pontos | Pontos         | Pontos | Pontos  | Pontos          |
| Pos.              | Saltador               | Nacionalidade      | Salto 1 | Pos.   | Salto 2        | Pos.   | Salto 3        | Pos    | Salto 4        | Pos.   | Salto 5 | Pontuação total |
| ----------------- | ---------------------- | ------------------ | ------- | ------ | -------------- | ------ | -------------- | ------ | -------------- | ------ | ------- | --------------- |
| Medalha de ouro   | Jennifer Abel          | CAN Canadá         | 67.50   | 2      | 145.00 (77.50) | 1      | 231.70 (86.70) | 1      | 308.20 (76.50) | 1      | 76.50   | 384.70          |
| Medalha de prata  | Pamela Ware            | CAN Canadá         | 72.00   | 1      | 137.10 (65.10) | 2      | 194.10 (57.00) | 2      | 263.10 (69.00) | 2      | 62.90   | 326.00          |
| Medalha de bronze | Dolores Hernandez      | MEX México         | 61.50   | 4      | 126.60 (65.10) | 4      | 192.60 (66.00) | 3      | 260.10 (67.50) | 3      | 63.00   | 323.10          |
| 4                 | Arantxa Chávez         | MEX México         | 49.50   | 10     | 108.00 (58.50) | 8      | 175.50 (67.50) | 6      | 246.80 (71.30) | 4      | 75.00   | 321.80          |
| 5                 | Maren Taylor           | USA Estados Unidos | 54.00   | 7      | 108.60 (54.60) | 7      | 171.60 (63.00) | 7      | 230.10 (58.50) | 8      | 67.50   | 297.60          |
| 6                 | Juliana Veloso         | BRA Brasil         | 63.00   | 3      | 117.00 (54.00) | 5      | 180.00 (63.00) | 5      | 238.50 (58.50) | 5      | 55.80   | 294.30          |
| 7                 | Luisa Jimenez Aragunde | PUR Porto Rico     | 56.70   | 6      | 104.30 (47.60) | 9      | 170.30 (66.00) | 8      | 230.30 (60.00) | 7      | 58.50   | 288.80          |
| 8                 | Diana Pineda           | COL Colômbia       | 50.40   | 9      | 110.40 (60.00) | 6      | 167.40 (57.00) | 9      | 232.65 (65.25) | 6      | 55.50   | 288.15          |
| 9                 | Deidre Freeman         | USA Estados Unidos | 58.50   | 5      | 127.50 (69.00) | 3      | 181.50 (54.00) | 4      | 223.35 (41.85) | 9      | 36.00   | 259.35          |
| 10                | Jeniffer Fernandez     | PUR Porto Rico     | 54.00   | 7      | 103.00 (49.00) | 11     | 155.65 (52.65) | 11     | 217.15 (61.50) | 10     | 39.20   | 256.35          |
| 11                | Tammy Galera           | BRA Brasil         | 46.20   | 11     | 103.60 (57.40) | 10     | 162.10 (58.50) | 10     | 196.20 (34.10) | 11     | 51.30   | 247.50          |
| 12                | Wendy Esquivel         | CHI Chile          | 39.15   | 12     | 85.95 (46.80)  | 12     | 115.35 (29.40) | 12     | 143.35 (28.00) | 12     | 42.00   | 185.35          |